# Centaurea ebenoides
Centaurea ebenoides — вид квіткових рослин айстрових (Asteraceae). Ендемік Греції (Еввоя та навколо Коринфа). 

## Середовище
Населяє лісові галявини й узбіччя.

## Морфологічна характеристика
Багаторічник 5–10 см заввишки. Листки ліроподібно-перисті, трилопатеві сегменти від яйцюватих до ланцетних. Обгортка 15 мм, вузькояйцеподібна, придатки чорні. Квітки рожеві. Квітує влітку.